# Șeniletă
O șeniletă (din franceză chenillette) este un vehicul militar blindat de dimensiuni mici, pe șenile, folosit pentru transportul materialelor și trupelor pe câmpul de luptă. 
În timpul celui de-al Doilea Război Mondial, unele modele de șenilete au fost folosite ca vehicule de luptă, deși nu au fost proiectate în acest scop. De exemplu, tractorul blindat Komsomolets T-20 a fost folosit uneori de către Armata Roșie ca o tanchetă în timpul Operațiunii Barbarossa. Au existat de asemenea și tanchete folosite ca șenilete: modelul britanic interbelic Carden Loyd sau modelul sovietic T-27.  
- Exemple de șenilete:
  - Renault UE - fabricată și în România la uzinele Malaxa sub licență
  - Komsomolets T-20
  - Transportorul universal Bren
  - Șenileta Lorraine 37L și varianta 38L

## Galerie foto

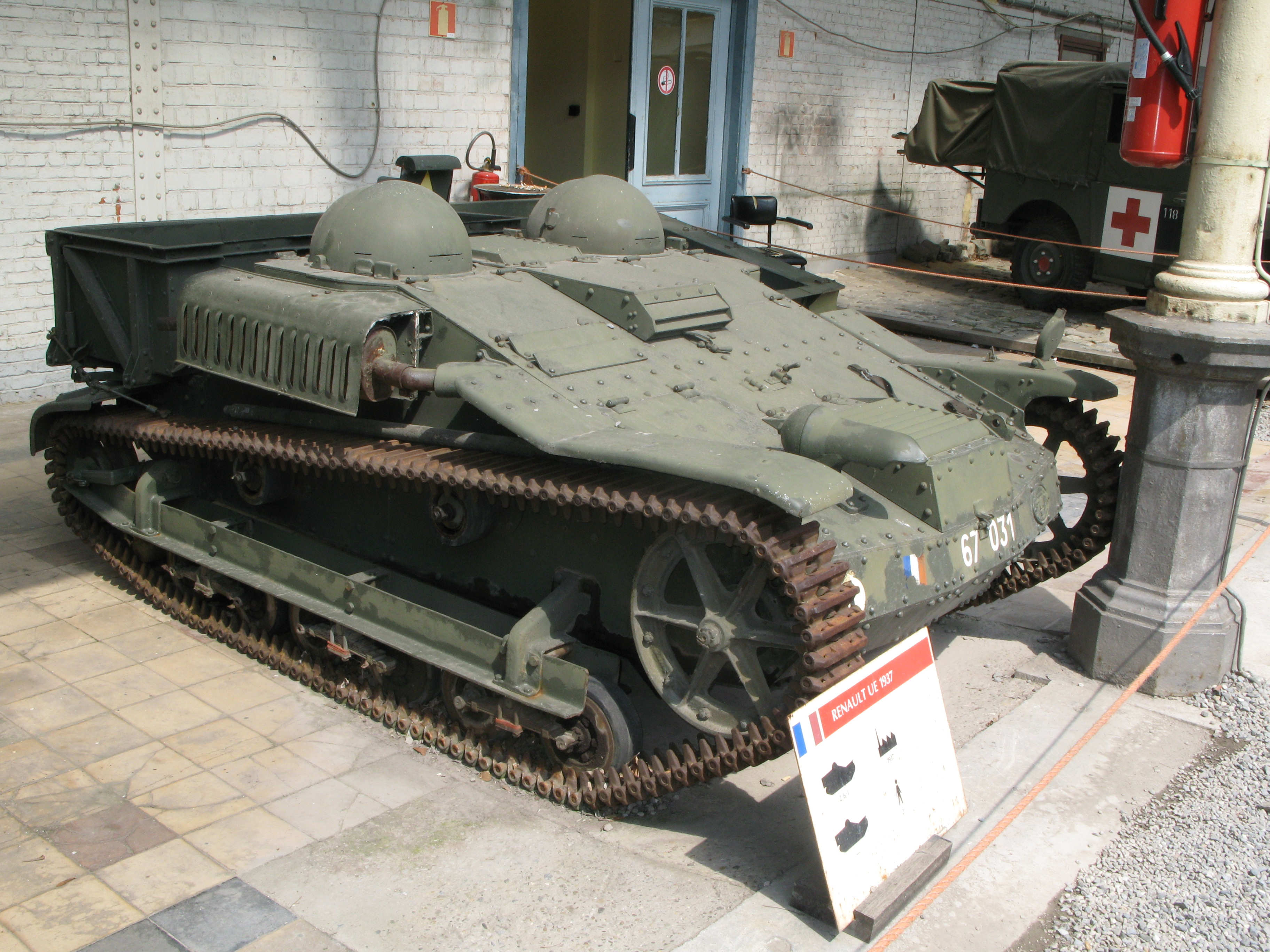
Șenileta Renault UE
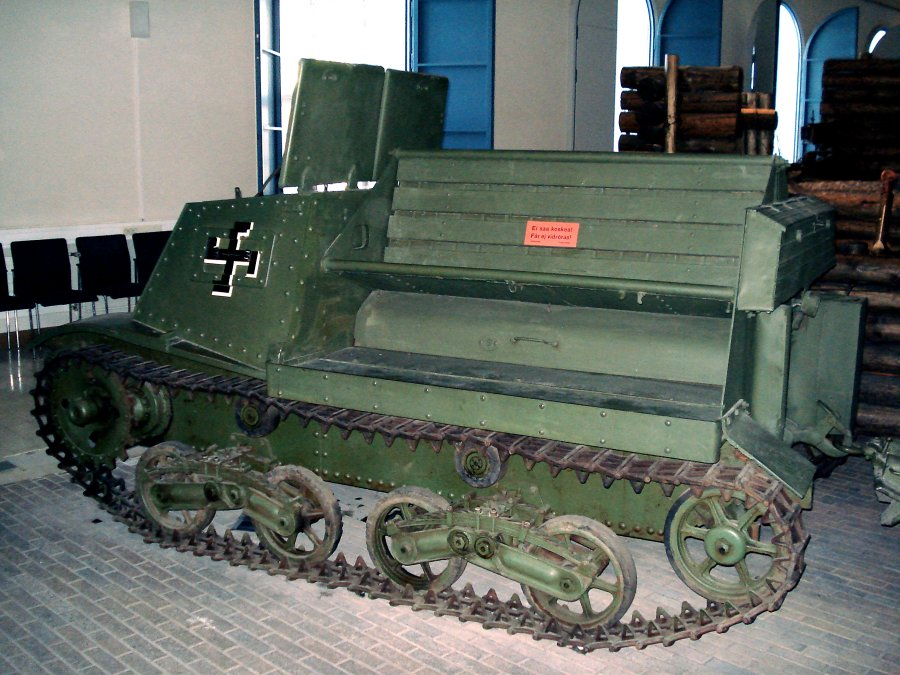
Komsomolets T-20
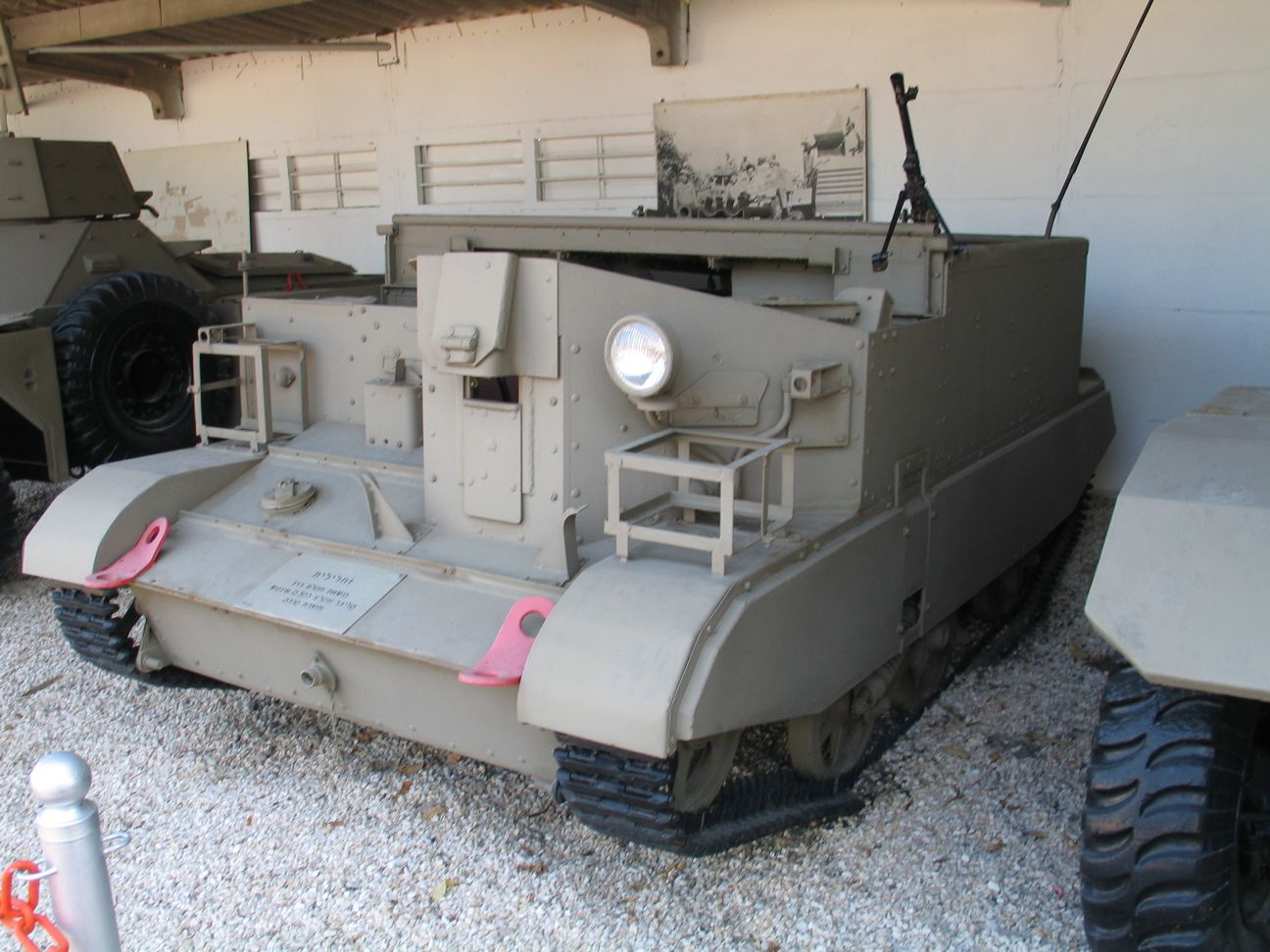
Transportorul universal Bren
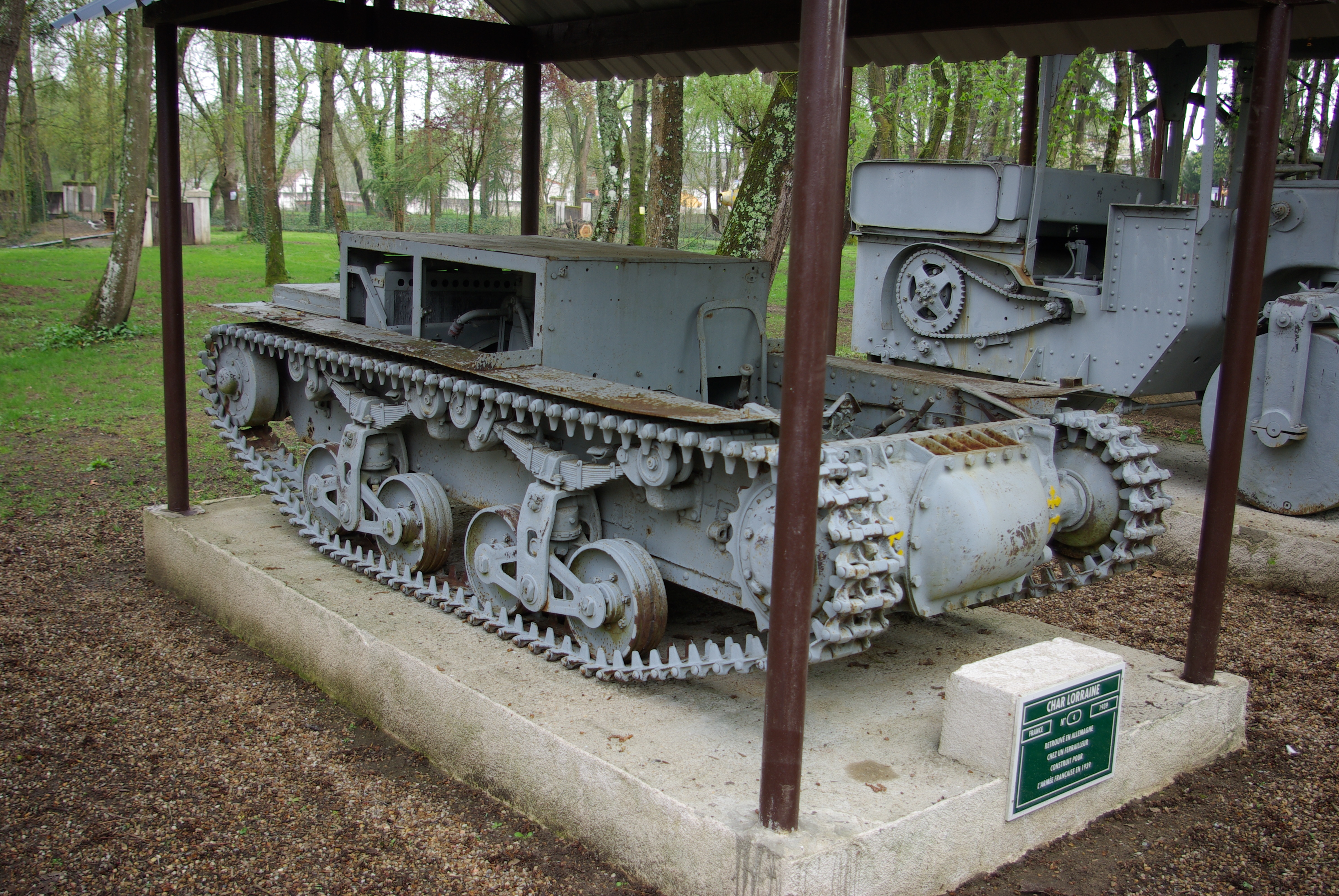
Șenileta Lorraine 37L